# Boxing Helena
Boxing Helena ist ein US-amerikanischer Film der Regisseurin Jennifer Chambers Lynch aus dem Jahr 1993.

## Handlung
Der Chirurg Nick Cavanaugh zieht nach dem Tod seiner früher attraktiven Mutter in deren Landhaus. Gleichzeitig begegnet er der attraktiven Helena wieder, mit der er einst eine Nacht verbrachte und Jahre brauchte, sie zu vergessen. Als er nachts durch die Fenster ihrer Wohnung sieht und sie beim Sex mit ihrem Freund beobachtet, ist er verzweifelt und unterbricht den Sex mit einem Telefonanruf. Nick gibt eine Einweihungsparty für sein Anwesen, zu der er auch Helena einlädt. Als sie erscheint, bedient er sie unterwürfig und lässt sie nicht mehr aus den Augen. Nicks Freundin, die Ärztin Anne, zeigt Eifersucht. Ein jüngerer Krankenhauskollege ist fasziniert von Helena, mit ihm verlässt sie schließlich die Party. Doch sie hat ihre Handtasche vergessen, ruft Nick an und bittet ihn, sie ihr vor dem Start ihres Flugzeugs am Vormittag zum Flughafen zu bringen. Nick tut dies, doch er hat Helenas Adressbuch entnommen, so dass sie gezwungen ist, Nick zu seinem Haus zu begleiten, wo er nach dem Buch suchen will. Als Helena dort seine List erkennt und wütend das Haus verlässt, wird sie von einem Auto überfahren.
Helena erwacht mit amputierten Beinen in Nicks Haus, der sie anhänglich betreut. Nick geht seiner Arbeit nicht mehr nach, schottet sich ab und ist auf kindliche Weise um Helenas Zuneigung bemüht. Trotz ihrer Behinderung dominiert Helena die Beziehung, mehr und mehr werden Parallelen zum Verhältnis von Nick zu seiner Helena ähnlichen Mutter deutlich, die den kleinen Nick mehrmals beim Spannen ertappte. Helena beobachtet ihn beim Sex mit Anne, die sich bei einem nachforschenden Besuch auf ihn stürzt, wobei Nick jedoch keine gute Figur macht. Um diese Scharte auszuwetzen und Helena von seinen Qualitäten als Liebhaber zu überzeugen, lässt er sie beim Sex mit einer jungen Krankenschwester zuschauen.
Immer wieder sieht man Nick bewundernd die auf Säulen stehenden Nachbildungen antiker Frauentorsi betrachten. Als Helenas Freund auf der Suche nach ihr schließlich im Landhaus auftaucht, sind auch ihre Arme amputiert. Der Freund schlägt Nick schwer trotz Helenas Bitten, es nicht zu tun. Eine Statue fällt auf den am Boden liegenden Nick, der dadurch aus seinem Traum erwacht und sich im Krankenhaus wiederfindet, wohin er Helena nach ihrem Unfall gebracht hat. Er darf in ihr Zimmer; man sieht, dass sie noch beide Beine hat.

## Besonderheiten
Der Film sorgte bereits vor Drehbeginn für einen Skandal. Die Schauspielerin Kim Basinger hatte die weibliche Hauptrolle mündlich zugesagt, weigerte sich jedoch später, diese Rolle zu spielen. Aufgrund des kurzfristigen Ausstiegs von Kim Basinger musste der Drehbeginn verschoben werden. Die Schauspielerin wurde deshalb auf Schadensersatz verklagt und gerichtlich zur Zahlung von knapp neun Millionen Dollar verurteilt; diese Entscheidung wurde jedoch in der Berufung wieder aufgehoben.
Die Regisseurin Jennifer Chambers Lynch ist die Tochter von Kultregisseur David Lynch.

## Auszeichnungen
Die Regisseurin erhielt 1994 die Goldene Himbeere in der Kategorie Schlechteste Regie.

## Kritik
Das Lexikon des internationalen Films urteilte, die Filmproduktion sei eine „kammerspielartig inszenierte, leidlich spannende, gewollt erotische Phantasmagorie“. Die Handlung sei gefüllt mit „psychologischen Platitüden“.

## Popkultur
Woman in Chains von Tears for Fears featuring Oleta Adams ist Bestandteil des Soundtracks zum Film. Es wurde Bezug auf den Film in der TV-Serie Gilmore Girls in der Folge Tanzmarathon (3. Staffel, Episode 7) genommen. Der Film gilt auch als Inspiration für das Lied Helena von der Band The Misfits aus deren Album Famous Monsters.